# Yufengshan
Yufengshan (kinesiska: 玉峰山) är en köping i sydvästra Kina. Den ligger i stadsdistriktet Yubei i storstadsområdet Chongqing, omkring 15 kilometer nordost om det centrala stadsdistriktet Yuzhong. Antalet invånare är 23 917. Befolkningen består av 11 677 kvinnor och 12 240 män. Barn under 15 år utgör 12,0 %, vuxna 15-64 år 72 %, och äldre över 65 år 15,0 %.